# Liste der Stolpersteine in der Comarca Baix Llobregat

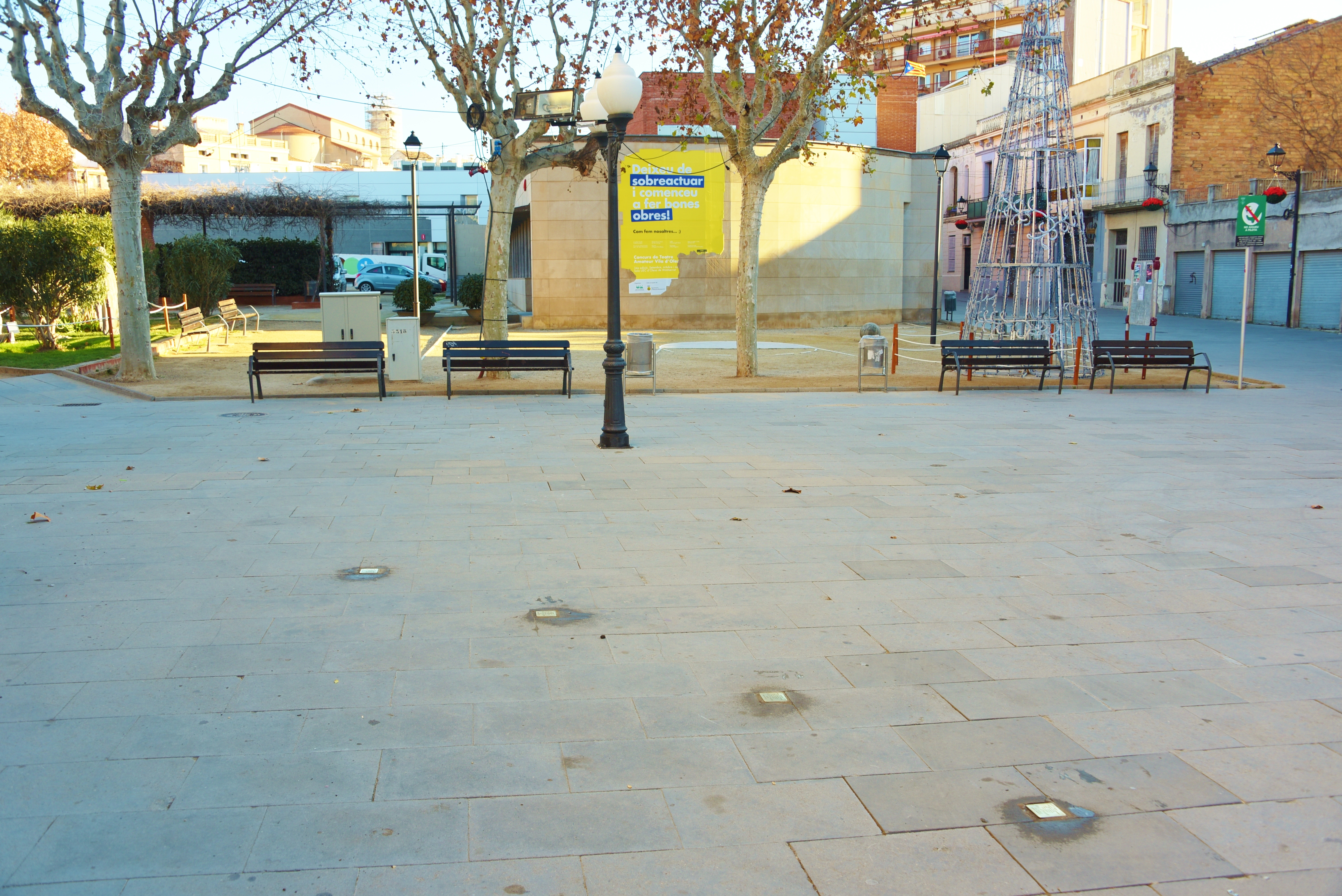
Stolperstein in Olesa de Montserrat

Die Liste der Stolpersteine in der Comarca Baix Llobregat enthält die Stolpersteine in der Comarca Baix Llobregat in der spanischen Provinz Barcelona, die vom Kölner Künstler Gunter Demnig verlegt wurden. Stolpersteine erinnern an das Schicksal der Menschen, die von den Nationalsozialisten ermordet, deportiert, vertrieben oder in den Suizid getrieben wurden. Sie liegen im Regelfall vor dem letzten selbstgewählten Wohnsitz des Opfers, in Olesa de Montserrat jedoch gesammelt an einem zentralen Platz der Stadt.
Die ersten Verlegungen in dieser Comarca erfolgten am 26. Januar 2018 in Olesa de Montserrat. Die katalanische Übersetzung des Begriffes Stolpersteine lautet: pedres que fan ensopegar. Auf Spanisch werden sie piedras de la memoria (Erinnerungssteine) genannt.

## Verlegte Stolpersteine
Die Tabellen sind teilweise sortierbar; die Grundsortierung erfolgt alphabetisch nach dem Familiennamen.

### Esparreguera
In Esparreguera wurden bislang sechs Stolpersteine an fünf Adressen verlegt. Der siebente Stein – angekündigt für Carrer de les Hortes, 27 (für Manuel Julià Mer) – konnte noch nicht verifiziert werden (Stand: April 2021).
| Stolperstein | Übersetzung                                                                                                | Verlegeort                                    | Name, Leben              |
| ------------ | --- | --------------------------------------------- | ------------------------ |
|              | HIER WOHNTE JOSÉ BARTOLOMÉ GAJON GEBOREN 1914 EXIL DEPORTIERT 1941 MAUTHAUSEN BEFREIT                      | Museo de la Colonia Sido (Carrer Continues)   | José Bartolomé Gajon     |
|              | HIER WOHNTE SALVADOR BARTOLOMÉ GAJON GEBOREN 1919 EXIL DEPORTIERT 1941 MAUTHAUSEN ERMORDET 19.1.1943 STEYR | Museo de la Colonia Sido (Carrer Continues)   | Salvador Bartolomé Gajon |
|              | HIER WOHNTE MANEL BOSCH GUIXÀ GEBOREN 1905 EXIL DEPORTIERT 1940 MAUTHAUSEN ERMORDET 2.8.1941 GUSEN         | Carrer Montserrat, 27                         | Manel Bosch Guixà        |
|              | HIER WOHNTE LUÍS GORGUI MATEO GEBOREN 1919 EXIL DEPORTIERT 1940 MAUTHAUSEN BEFREIT                         | Parròquia de Santa Eulàlia (Carrer de Balmes) | Luís Gorgui Mateo        |
|              | HIER WOHNTE LLUÍS IGLESIAS HINOJOSA GEBOREN 1913 EXIL DEPORTIERT 1941 MAUTHAUSEN ERMORDET 21.11.1941 GUSEN | Carrer Montserrat, 90                         | Lluís Iglesias Hinojosa  |
|              | HIER WOHNTE PERE MONNÉ GONZÁLEZ GEBOREN 1910 EXIL DEPORTIERT 1940 MAUTHAUSEN ERMORDET 5.1.1942 GUSEN       | Carrer Montserrat, 6                          | Pere Monné González      |

### Olesa de Montserrat
In Olesa de Montserrat wurden zehn Stolpersteine an einer Adresse verlegt.
| Stolperstein | Übersetzung | Verlegeort                    | Name, Leben                |
| ------------ | --- | ----------------------------- | -------------------------- |
|              | IN OLESA WOHNTE EDUARD BOADA OLIVER GEBOREN 1904 EXIL 1939 DEPORTIERT 1941 MAUTHAUSEN ERMORDET 28.11.1941 GUSEN       | Plaça Fèlix Figueras i Aragay | Eduard Boada Oliver        |
|              | IN OLESA WOHNTE JOAN CERDA PARAIRE GEBOREN 1900 EXIL 1939 DEPORTIERT 1941 MAUTHAUSEN ERMORDET 4.1.1942 GUSEN          | Plaça Fèlix Figueras i Aragay | Joan Cerdà Paraire         |
|              | IN OLESA WOHNTE RAMON CERDA PARAIRE GEBOREN 1906 EXIL 1939 DEPORTIERT 1941 MAUTHAUSEN ERMORDET 10.9.1941 HARTHEIM     | Plaça Fèlix Figueras i Aragay | Ramon Cerdà Paraire        |
|              | IN OLESA WOHNTE MIQUEL GRAU MATEU GEBOREN 1912 EXIL 1939 DEPORTIERT 1941 MAUTHAUSEN BEFREIT                           | Plaça Fèlix Figueras i Aragay | Miquel Grau Mateu          |
|              | IN OLESA WOHNTE FRANCESC LLONGUERAS MARCET GEBOREN 1907 EXIL 1939 DEPORTIERT 1940 MAUTHAUSEN ERMORDET 16.6.1941 GUSEN | Plaça Fèlix Figueras i Aragay | Francesc Llongueras Marcet |
|              | IN OLESA WOHNTE JOSEP MARCOS MARTINEZ GEBOREN 1908 EXIL DEPORTIERT 1944 MAUTHAUSEN SELBSTMORD 9.3.1946 GRENOBLE       | Plaça Fèlix Figueras i Aragay | Josep Marcos Martínez      |
|              | IN OLESA WOHNTE FRANCESC MARGALEF TRIGO GEBOREN 1917 EXIL 1939 DEPORTIERT 1940 MAUTHAUSEN ERMORDET 11.7.1942 GUSEN    | Plaça Fèlix Figueras i Aragay | Francesc Margalef Trigo    |
|              | IN OLESA WOHNTE MANEL MARTIN ALQUEZAR GEBOREN 1899 EXIL 1939 DEPORTIERT 1941 MAUTHAUSEN ERMORDET 25.9.1941 HARTHEIM   | Plaça Fèlix Figueras i Aragay | Manel Martín Alquezar      |
|              | IN OLESA WOHNTE JOSE VALLDEPERAS MACIA GEBOREN 1898 EXIL DEPORTIERT 1944 DACHAU MAUTHAUSEN BEFREIT                    | Plaça Fèlix Figueras i Aragay | José Valldeperas Macià     |
|              | IN OLESA WOHNTE EUGENI VIDAL FORCADA GEBOREN 1903 EXIL 1939 DEPORTIERT 1941 MAUTHAUSEN ERMORDET 23.8.1941 GUSEN       | Plaça Fèlix Figueras i Aragay | Eugeni Vidal Forcada       |

## Verlegedaten
Die Stolpersteine in dieser Comarca wurden an folgenden Tagen verlegt:
- 26. Januar 2018 in Olesa de Montserrat, vom Künstler selbst,
- 8. Oktober 2020 in Esparreguera